# Хексадецимални систем
У математици и информатици се често користи хексадецимални бројевни систем. То је бројни систем у основи 16, односно систем са 16 различитих цифара. Обично се користи 10 арапских цифара и додају се слова A-F односно a-f.
На пример број 10101010 у бинарном систему, који се пише 170 у уобичајеном декадном систему, се пише као АА у хекса децималном систему.
Хексадецимални систем је погодно користити у рачунарима пошто је претварање између бинарног и хексадецималног система једноставно. Тако свака четири бита могу да се напишу као једна цифра хексадецималног система, што значи да се један бајт може написати као две цифре у хексадецималном систему.

## Конверзија бројева у хексадецималном коду
Пример: Број {\displaystyle A2F} конвертујте у одговарајући број декадног бројног система и обрнуто.
Решење: {\displaystyle A2F_{(16)}=A\times 16^{2}+2\times 16^{1}+F\times 16^{0}=10\times 256+2\times 16+15\times 1=2607}
{\displaystyle A2F_{(16)}=2607_{(10)}\,}
Провера (обрнуто):
{\displaystyle 2607/16=162\,} (остатак 15, односно )
{\displaystyle 162/16=10\,}                (остатак 2)
{\displaystyle 10/16=0\,}      (остатак 10, односно )

Дакле, {\displaystyle 2607_{(10)}=A2F_{(16)}}

## Историја
Хексадецимални систем је IBM увео у употребу 1963. године. Ранија верзија хексадецималног система 1954. године коришћена је на Bendix G-15 систему.
Уместо латинског 'sexa' IBM је као префикс изабрао грчко έξι (хекси - шест) из очигледних разлога. Други део речи, 'децимални', је настао од латинске речи 'decem' (десет).